# Rheofyty
Rheofyty jsou rostliny žijící v tekoucí vodě. Jedná se vlastně o zvláštní případ hydrofytů. Tím, že voda proudí, jsou trvale dobře provzdušňovány. Na druhou stranu musí odolávat působení vodního proudu. Aby nebyly odplaveny, musí být dobře zakořeněny v substrátu a musí mít odolné stonky a listy, aby nedošlo k potrhání. Listy jsou proto často tuhé a úzké, neboť takové proudu lépe odolávají. Příkladem je např. lakušník vzplývavý (Batrachium fluitans), hvězdoš háčkatý (Callitriche hamulata), stolístek střídavokvětý (Myriophyllum alterniflorum) či rdest uzlinatý (Potamogeton nodosus). Patří sem i některé vodní mechy, jako např. pramenička obecná (Fontinalis antipyretica), a četné řasy. Z tropických zástupců sem patří celá čeleď Podostemaceae, největší čeleď striktně vodních rostlin.

## Společenstva
Vegetace vodních toků patří v ČR do sv. Batrachion fluitantis. V menších potocích se nacházejí z vodní vegetace zpravidla jen řasy a mechy. Vyšší rostliny se přidávají až v říčkách a řekách. Vegetace je dnes ohrožena znečištěním a regulacemi řek.

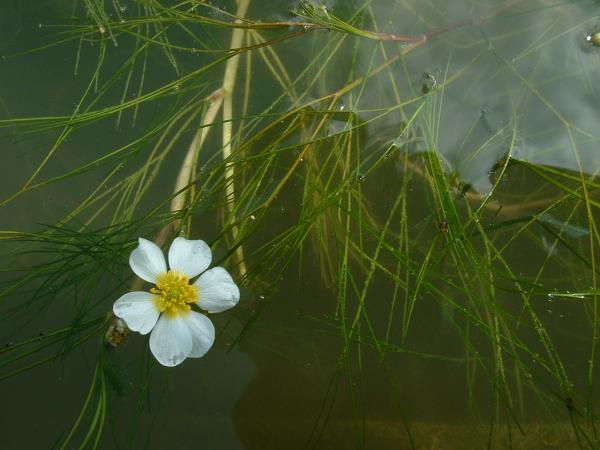
Lakušník vzplývavý (Batrachium fluitans)
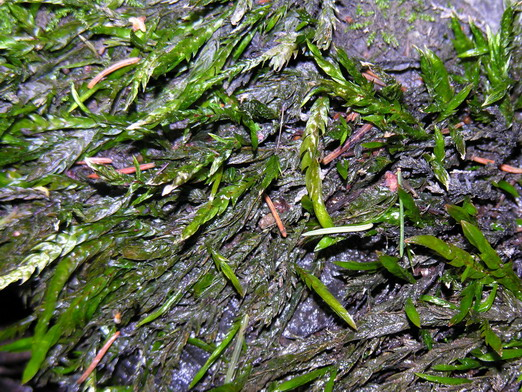
Pramenička obecná (Fontinalis antipyretica)